# Солтейр
Солтейр — фабричный посёлок в округе Брэдфорд, Западный Йоркшир, Великобритания.
Солтейр был основан в 1851 году английским шерстяным магнатом Титусом Солтом (ставшим в 1848 году мэром Брэдфорда); название населённого пункта происходило от объединения фамилии основателя и названия местной реки Эйр. Солт перенёс в посёлок из Брэдфорда всё принадлежавшее ему производство (пять отдельных заводов), образовав там крупную текстильную фабрику.
По меркам середины XIX века условия жизни в Солтейре были гораздо лучше, чем в остальных рабочих посёлках и рабочих кварталах городов: рабочие жили в каменных домах, имелись отдельные дома с водопроводной водой, бани, больница, школы, дома для проведения досуга, включая библиотеку, читальный и концертный залы, спортивный зал и даже научную лабораторию. Наличие в посёлке большого количества социальных учреждений, архитектура строений и грамотная планировка позволили некоторым учёным считать возведение Солтейра важным этапом в истории развития науки планирования городов.
В 2001 году хорошо сохранившийся посёлок был включён в Список всемирного наследия ЮНЕСКО.